# Gyönk
Gyönk [ˈɟøŋk] (deutsch Jink oder Jenk) ist eine ungarische Stadt im Kreis Tamási im Komitat Tolna.
Im 1806 gegründeten Lajos-Tolnai-Gymnasium wird bilingual auf Deutsch und Ungarisch unterrichtet.

## Umgebung
Gyönk liegt am Tolnaer Bergrücken (Tolnai-hegyhát). Größere Orte in der Umgebung sind Hőgyész, Dombóvár, Tamási und Szekszárd.

## Einwohnerentwicklung
| Jahr | Einwohner |
| ---- | --------- |
| 1891 | 3.371     |
| 1990 | 2.380     |
| 2009 | 2.051     |
| 2011 | 2.009     |

## Städtepartnerschaften
- Darmstadt (Deutschland), seit 1990
- Griesheim (Deutschland), seit 1990
- Bar-le-Duc (Frankreich), seit 1996
- Wilkau-Haßlau (Deutschland), seit 1997

## Verkehr
In Gyönk treffen die Landstraßen Nr. 6313 und Nr. 6315 sowie die Nebenstraße Nr. 63118 aufeinander. Der nordwestlich außerhalb der Stadt gelegene Bahnhof Gyönk-Keszőhidegkút ist angebunden an die Eisenbahnstrecke von Budapest nach Szentlőrinc.